# Joel (nombre)
Joel(en hebreo: יוֹאֵל, romanizado: Yôʾēl, lit. 'Yahvé es Él/Dios') es un nombre propio masculino de origen hebreo en su variante en español. Procede del personaje bíblico Joel, profeta menor. Se cree que procedía del reino de Judá o reino del sur y que su prédica se desarrolló en Judá y Jerusalén por sus referencias a dichos lugares, al Templo y al culto. Este Profeta hablaba sobre la destrucción del mundo y se asocia mucho con el libro de Apocalipsis.

## Etimología
Joel viene del hebreo Yo-el que significa Yahveh es Ēl.

## Santoral
19 de octubre: San Joel, profeta.

## Joel
| Variantes en otros idiomas | Variantes en otros idiomas |
| -------------------------- | -------------------------- |
| Español                    | Joel / Yoel                |
| Portugués                  | Joel                       |
| Catalán                    | Joel                       |
| Gallego                    | Xoel                       |
| Alemán                     | Joel                       |
| Árabe                      | خويل (juil)                |
| Chino                      | 乔尔-＞qiao er             |
| Finés                      | Joel                       |
| Francés                    | Joël                       |
| Hebreo                     | יואל                       |
| Holandés                   | Joël                       |
| Inglés                     | Joel                       |
| Italiano                   | Gioele                     |
| Japonés                    | ジョエル                   |
| Polaco                     | Joel                       |
| Ruso                       | Иоиль                      |